# Robert Gómez
Robert Gómez es un deportista dominicano que compitió en judo. Ganó tres medallas de oro en el Campeonato Panamericano de Judo entre los años 2001 y 2006.

## Palmarés internacional
| Campeonato Panamericano | Campeonato Panamericano       | Campeonato Panamericano | Campeonato Panamericano |
| Año                     | Lugar                         | Medalla                 | Categoría               |
| ----------------------- | ----------------------------- | ----------------------- | ----------------------- |
| 2001                    | Córdoba (Argentina)           | Medalla de oro          | –55 kg                  |
| 2004                    | Isla de Margarita (Venezuela) | Medalla de oro          | –55 kg                  |
| 2006                    | Buenos Aires (Argentina)      | Medalla de oro          | –55 kg                  |